# Ultrasound World Tour
L'Ultrasound World Tour sarà il quarto tour musicale della cantautrice neozelandese Lorde, in supporto del suo quarto album in studio Virgin (2025).

## Antefatti e sviluppo
Le prime due tappe del tour, insieme ai relativi artisti d'apertura, sono state rivelate l'8 maggio 2025. A causa della forte richiesta di biglietti, il 14 maggio sono stati aggiunti spettacoli ad Amsterdam, Londra, Washington, D.C., Nashville, e Minneapolis. Il 13 giugno vengono fissate due date a Brooklyn al mese di dicembre, subito dopo la fine della tappa europea. La tappa in Oceania del tour, prevista per il 2026, è stata confermata l'11 luglio 2025.
Gli artisti di apertura scelti comprendono sia collaboratori di Virgin che altri colleghi musicisti: Blood Orange, Chanel Beads Empress Of, the Japanese House, Jim-E Stack, Oklou, Nilüfer Yanya, Fabiana Palladino e Erika de Casier.

## Date del tour
| Data              | Città               | Stato         | Luogo                      | Artisti d'apertura                         |
| Nord America      | Nord America        | Nord America  | Nord America               | Nord America                               |
| ----------------- | ------------------- | ------------- | -------------------------- | ------------------------------------------ |
| 17 settembre 2025 | Austin              | Stati Uniti   | Moody Center               | The Japanese House Chanel Beads            |
| 19 settembre 2025 | Chicago             | Stati Uniti   | United Center              | The Japanese House Chanel Beads            |
| 20 settembre 2025 | Nashville           | Stati Uniti   | The Pinnacle               | The Japanese House Chanel Beads            |
| 21 settembre 2025 | Nashville           | Stati Uniti   | The Pinnacle               | The Japanese House Chanel Beads            |
| 23 settembre 2025 | Columbus            | Stati Uniti   | Value City Arena           | The Japanese House Chanel Beads            |
| 24 settembre 2025 | Toronto             | Canada        | Scotiabank Arena           | The Japanese House Chanel Beads            |
| 26 settembre 2025 | Boston              | Stati Uniti   | TD Garden                  | The Japanese House Blood Orange            |
| 27 settembre 2025 | Montréal            | Canada        | Bell Centre                | The Japanese House Blood Orange            |
| 30 settembre 2025 | Filadelfia          | Stati Uniti   | Xfinity Mobile Arena       | The Japanese House Blood Orange            |
| 1º ottobre 2025   | New York City       | Stati Uniti   | Madison Square Garden      | The Japanese House Chanel Beads            |
| 3 ottobre 2025    | Pittsburgh          | Stati Uniti   | Petersen Events Center     | The Japanese House Chanel Beads            |
| 4 ottobre 2025    | Washington, D.C.    | Stati Uniti   | The Anthem                 | The Japanese House Chanel Beads            |
| 5 ottobre 2025    | Washington, D.C.    | Stati Uniti   | The Anthem                 | The Japanese House Chanel Beads            |
| 7 ottobre 2025    | Duluth              | Stati Uniti   | Gas South Arena            | The Japanese House Empress Of              |
| 9 ottobre 2025    | St. Louis           | Stati Uniti   | Chaifetz Arena             | The Japanese House Empress Of              |
| 10 ottobre 2025   | Milwaukee           | Stati Uniti   | UW-Milwaukee Panther Arena | The Japanese House Empress Of              |
| 11 ottobre 2025   | Minneapolis         | Stati Uniti   | Minneapolis Armory         | The Japanese House Empress Of              |
| 12 ottobre 2025   | Minneapolis         | Stati Uniti   | Minneapolis Armory         | The Japanese House Empress Of              |
| 14 ottobre        | Morrison            | Stati Uniti   | Red Rocks Amphitheatre     | The Japanese House Blood Orange            |
| 17 ottobre 2025   | Paradise            | Stati Uniti   | MGM Grand Garden Arena     | The Japanese House Blood Orange            |
| 18 ottobre 2025   | Inglewood           | Stati Uniti   | Kia Forum                  | The Japanese House Blood Orange Empress Of |
| 19 ottobre 2025   | Berkeley            | Stati Uniti   | The Greek Theatre          | The Japanese House Empress Of              |
| 21 ottobre 2025   | Portland            | Stati Uniti   | Moda Center                | The Japanese House Empress Of              |
| 22 ottobre 2025   | Seattle             | Stati Uniti   | Climate Pledge Arena       | The Japanese House Empress Of              |
| Europa            |                     |               |                            |                                            |
| 9 novembre 2025   | Esch-sur-Alzette    | Lussemburgo   | Rockhal                    | Oklou                                      |
| 10 novembre 2025  | Parigi              | Francia       | Zénith di Parigi           | Jim-E Stack                                |
| 15 novembre 2025  | Manchester          | Regno Unito   | AO Arena                   | Blood Orange Jim-E Stack                   |
| 16 novembre 2025  | Londra              | Regno Unito   | O2 Arena                   | Nilüfer Yanya Jim-E Stack                  |
| 17 novembre 2025  | Londra              | Regno Unito   | O2 Arena                   | The Japanese House Jim-E Stack             |
| 19 novembre 2025  | Glasgow             | Regno Unito   | OVO Hydro                  | Nilüfer Yanya Jim-E Stack                  |
| 20 novembre 2025  | Birmingham          | Regno Unito   | Utilita Arena Birmingham   | Nilüfer Yanya Jim-E Stack                  |
| 22 novembre 2025  | Dublino             | Irlanda       | RDS Simmonscourt           | Nilüfer Yanya Jim-E Stack                  |
| 24 novembre 2025  | Amsterdam           | Paesi Bassi   | AFAS Live                  | Nilüfer Yanya                              |
| 25 novembre 2025  | Amsterdam           | Paesi Bassi   | AFAS Live                  | The Japanese House                         |
| 27 novembre 2025  | Bruxelles           | Belgio        | Forest National            | The Japanese House                         |
| 29 novembre 2025  | Casalecchio di Reno | Italia        | Unipol Arena               | The Japanese House Fabiana Palladino       |
| 30 novembre 2025  | Zurigo              | Svizzera      | Halle 622                  | The Japanese House                         |
| 1º dicembre 2025  | Monaco di Baviera   | Germania      | Zenith                     | The Japanese House                         |
| 3 dicembre 2025   | Colonia             | Germania      | Palladium                  | The Japanese House                         |
| 5 dicembre 2025   | Berlino             | Germania      | Max-Schmeling-Halle        | The Japanese House                         |
| 6 dicembre 2025   | Łódź                | Polonia       | Atlas Arena                | The Japanese House Erika de Casier         |
| 8 dicembre 2025   | Copenhagen          | Danimarca     | K.B. Hallen                | The Japanese House Erika de Casier         |
| 9 dicembre 2025   | Stoccolma           | Svezia        | Annexet                    | The Japanese House                         |
| Nord America      |                     |               |                            |                                            |
| 16 dicembre 2025  | New York City       | Stati Uniti   | Barclays Center            | N.D.                                       |
| 17 dicembre 2025  | New York City       | Stati Uniti   | Barclays Center            | N.D.                                       |
| Oceania           |                     |               |                            |                                            |
| 11 febbraio 2026  | Auckland            | Nuova Zelanda | Spark Arena                | N.D.                                       |
| 13 febbraio 2026  | Christchurch        | Nuova Zelanda | Wolfbrook Arena            | N.D.                                       |
| 16 febbraio 2026  | Brisbane            | Australia     | Entertainment Centre       | N.D.                                       |
| 18 febbraio 2026  | Sydney              | Australia     | Qudos Bank Arena           | N.D.                                       |
| 19 febbraio 2026  | Sydney              | Australia     | Qudos Bank Arena           | N.D.                                       |
| 21 febbraio 2026  | Melbourne           | Australia     | Rod Laver Arena            | N.D.                                       |
| 22 febbraio 2026  | Melbourne           | Australia     | Rod Laver Arena            | N.D.                                       |
| 25 febbraio 2026  | Perth               | Australia     | RAC Arena                  | N.D.                                       |